# 鸭嘴岩站
鸭嘴岩站又作鸭咀岩站、是位于湖南怀化市中方县中方镇的一个铁路车站，有焦柳铁路经过。车站隶属广铁集团张家界车务段，客运每日有怀化至塘豹的慢车停靠，不办理货运业务，是五等站。
车站建于1978年该站，车站设有1条正线、2条到发线。渝怀铁路复线工程新建怀化西编组站以及连接焦柳线黄金坳站和本站的双线联络线以绕开怀化市区，联络线上设池回村线路所。新怀西站和相关联络线于2020年12月26日开通的同时，铁路部门拆除了本站至旧怀化西站的线路和道岔。